# Lertha schmidti
Lertha schmidti là một loài côn trùng trong họ Nemopteridae thuộc bộ Neuroptera. Loài này được H. Aspöck et al. miêu tả năm 1984.